# Ruta fecal oral
Muchas enfermedades pueden pasar cuando las partículas fecales de un hospedante se introducen en la boca de otro potencial huésped. A esto se lo refiere como vía fecal oral (o, ruta fecal oral o ruta oro-fecal). 
Hay, usualmente, etapas intermedias, muchas a veces. Las causas más comunes son: agua que ha estado en contacto con heces; alimento que ha sido manipulado con presencia de heces; impropia o ausencia de limpieza después de acercarse a heces o cualquier cosa que ha estado en contacto con heces.
Algunas prácticas sexuales: sexo anal-sexo oral, coprofilia — pueden dispersar la enfermedad por esta ruta fecal-oral.
Algunas enfermedades que pueden pasar vía fecal-oral:
- Cólera
- Fiebre tifoidea[2]
- Giardiasis[3]
- Hepatitis A[4]
- Hepatitis E[5]
- Shigellosis (disentería bacilar)[6]
- Infección por Vibrio parahaemolyticus[7]
- Polio

El proceso de transmisión puede ser simple o puede involucrar pasos múltiples. Algunos ejemplos de rutas de transmisión fecal-oral incluyen: agua que se ha puesto en contacto con heces (por ejemplo debido a la contaminación del agua superficial causada por las letrinas de hoyo) y luego no tratado de forma suficiente antes de beber.